# Sverdlovchi O‘rtasaray
Sverdlovchi O‘rtasaray (uzb. «Sverdlovchi» O‘rtasaray futbol klubi, ros. Футбольный клуб ««Свердловец» Ташкентская обл., Уртасарай, Futbolnyj Kłub "Swierdłowiec" Taszkientskaja obł., Urtasaj) – uzbecki klub piłkarski, mający siedzibę we wsi O‘rtasaray, w rejonie Orta Chirchiq, w odległości 30 km na południowy wschód od Taszkenta.

## Historia
Chronologia nazw:
- 1955–1990: Sverdlovets (Kolxoz im. Sverdlova) O‘rtasaray (ros. «Свердловец» (Колхоз имени Свердлова) Ташкентская обл.)
- 1991: Sverdlovchi O‘rtasaray (ros. «Свердловец» Ташкентская обл.)

Piłkarska drużyna Sverdlovets została założona w miejscowości O‘rtasaray, w obwodzie taszkenckim po zakończeniu II wojny światowej i reprezentowała miejscowy Kolxoz im. Sverdlova. Znanym wychowankiem klubu był Mixail An.
W 1963 klub zdobył wicemistrzostwo Uzbeckiej SRR. Mistrzem został wojskowy SKA Sokoł Taszkent, ale zrezygnował z awansu do rozgrywek profesjonalnych, jednak decyzją władz uzbeckich promocję uzyskał Spartak Andijon. Dopiero w 1965 zespół debiutował w Klasie B, strefie 5 Rosyjskiej FSRR Mistrzostw ZSRR. 
Również w 1965 zespół startował w rozgrywkach Pucharu ZSRR. W pierwszym sezonie zajął 18.miejsce w grupie, w drugim uplasował się na 7.pozycji, a w 1967 zdobył wicemistrzostwo strefy środkowoazjatyckiej i Kazachstanu Klasy B. W 1968 klub osiągnął swój największy sukces, zdobywając mistrzostwo strefy środkowoazjatyckiej Klasy B. Ale w 1969 jego miejsce we Wtoroj Grupie A Klasy A zajął SKA Taszkent. Potem zespół występował w rozgrywkach amatorskich o mistrzostwo i Puchar Uzbeckiej SRR. 
W 1990 ponownie otrzymał prawo gry na poziomie profesjonalnym, debiutując w Drugiej Nizszej Lidze, strefie 9. W 1991 roku przyjął nazwę Sverdlovchi O‘rtasaray. Po rozpadzie ZSRR klub został rozwiązany.

## Sukcesy

### Trofea międzynarodowe
Nie uczestniczył w rozgrywkach azjatyckich (stan na 31-05-2015).

### Trofea krajowe
| \| \| Zdobyte trofea w rozgrywkach Związku Radzieckiego (stan na: 31-12-1991) \| |                                                                         |      |          |
| Rozgrywki                                                                        | Osiągnięcie                                                             | Razy | Sezon(y) |
| Mistrzostwo                                                                      | I miejsce                                                               | 0    |          |
| Mistrzostwo                                                                      | II miejsce                                                              | 0    |          |
| Mistrzostwo                                                                      | III miejsce                                                             | 0    |          |
| Puchar                                                                           | zdobywca                                                                | 0    |          |
| Puchar                                                                           | finalista                                                               | 0    |          |
| Puchar                                                                           | 1/128 finału                                                            | 1    | 1967/68  |
| II liga                                                                          | I miejsce                                                               | 0    |          |
| II liga                                                                          | II miejsce                                                              | 0    |          |
| II liga                                                                          | III miejsce                                                             | 0    |          |
|                                                                                  | Zdobyte trofea w rozgrywkach Związku Radzieckiego (stan na: 31-12-1991) |      |          |

- Klasa B ZSRR (III liga):
  - mistrz: 1968 (strefa środkowoazjatycka)
  - wicemistrz: 1967 (strefa środkowoazjatycka i Kazachstanu)
- Mistrzostwo Uzbeckiej SRR:
  - wicemistrz: 1963

## Stadion
Klub rozgrywał swoje mecze domowe na stadionie kolhoza im. Sverdlova w O‘rtasaray, który może pomieścić 1,000 widzów.

## Piłkarze
Znani piłkarze:
- / Yakov Aranovich
- / Akmal Azizxodjayev
- / Aleksandr Born
- / Viktor Kechinov
- / Nikolay Kruglov
- / Valeriy Muxin
- / Boris Petuxov

## Trenerzy
- 1962:  Sergey Budagov
- 1966:  Aleksandr Lyan
- 1967–1968:  Nikolay Kim

...
- 1990–1991:  Vladimir Zhukovskiy